# Fanny Baron

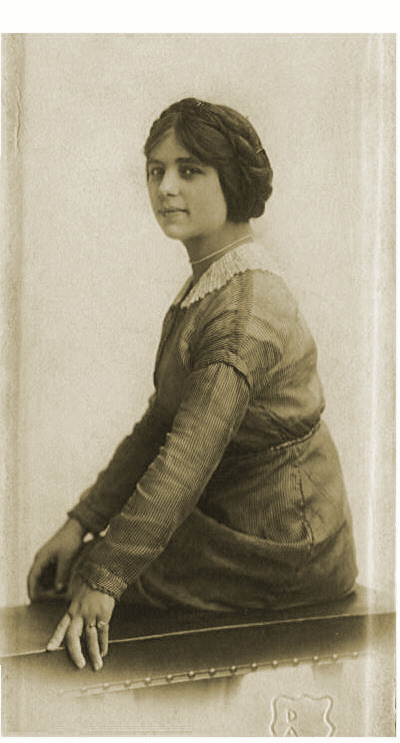
Foto van Fanny Baron genomen voor de revolutie.

Fanny Anisimovna Baron (Russisch: Фа́ня Ани́симовна Ба́рон) (Vilnius, 1887 – Moskou, 29 september 1921) was een Russische anarchist van Joodse afkomst. Haar oorspronkelijke naam was Freida Nisanovna Greck, maar na haar huwelijk met Aaron Baron noemde ze zichzelf Fanya Anisimovna Baron. Buiten Rusland staat ze bekend als Fanny Baron. In 1921 is ze geëxecuteerd door de communistische Tsjeka.

## Biografie
Freida Greck verhuisde in 1911 naar de Verenigde Staten en kwam daar in aanraking met het anarchisme. In de VS ontmoette ze Aaron Baron, waarmee ze trouwde. Samen met Aaron Baron had ze een kind genaamd Theodore Baron. Na de Russische Revolutie verhuisden ze naar Keizerrijk Rusland.
Fanny en Aaron waren actief in de Oekraïense anarchistische organisatie Nabat. De organisatie had banden met het Revolutionair Opstandsleger van Oekraïne, dat geleid werd door Nestor Machno. Verschillende Nabat-leden waren actief in de onderwijssectie van de machnovistische beweging, zoals Aaron Baron, Boris Voline en Peter Arsjinoff. Eind 1920 werd op grote schaal anarchisten gearresteerd door de bolsjewistische communisten. Vermoedelijk is Fanny Baron ook in deze periode gearresteerd.
In juli 1921 wist Fanny te ontsnappen uit de gevangenis van Rjazan. Zij wilde Aaron Baron bevrijden uit de gevangenis van Moskou. Haar bolsjewistische zwager Semion Baron hielp mee met het plannen van de ontsnapping. Echter, de Tsjeka arresteerde Fanny en executeerde standrechtelijk Semion. Na haar arrestatie zat ze opgesloten in de Taganka-gevangenis samen met andere anarchisten. De gevangen anarchisten hielden een hongerstaking dat de aandacht trok van Franse, Spaanse en Russische vakbondsleden. Deze vakbondsleden pleitten voor hun vrijlating, waardoor tien anarchisten in september 1921 werden vrijgelaten door de Sovjet-Unie. De regering weigerde echter om Fanny Baron vrij te laten.
Fanny Baron werd door Tsjeka-agenten op 29 september 1921 geëxecuteerd. Aron Baron werd in 1937 doodgeschoten na zeventien jaar gevangenschap.